# Ильинка (Шелаболихинский район)
Ильинка — село в Шелаболихинском районе Алтайского края, Россия. Административный центр Ильинского сельсовета.

## География
Расположено в 20 км к западу от Шелаболихи и в 96 км от Барнаула. Ближайшие населённые пункты: Луговое 1 км, Новосёловка 5 км, Батурово 6 км, Омутское 7 км.
Село находится на краю левобережной поймы Оби. Возле села находятся озера Луговое, Топкое, Борозда, Дёмиха. Ландшафт в окрестностях села равнинный, с большими холмами и пахотными угодьями. Почва — обыкновенный и выщелоченный чернозём. Поля перемежаются берёзовыми колками.
Климат
Село находится возле южной границы зоны умеренно континентального климата. Средняя температура июля — +19°С, средняя температура января −18,5°С, средняя температура года +0,8°С, абсолютный минимум −51°С, максимум +39°С.

## История
Основано в 1726 году. Прежние названия — Идолово, Верх-Идолово. По переписи 1852 года Верх-Идолова уже нет, а новое наименование село получило Ильинское, по рассказам предков, такое название ему дали при открытии небольшой церкви Святого Чудотворца Николая, а открытие ее было на начало августа, то есть на Ильин день, отсюда и село Ильинское. К 1901 году эта церквушка стала ветхой, поэтому в 1905 году была построена новая, большая церковь с огромной колокольней и четырьмя малыми куполами вокруг большого купола. Архитектором, прорабом и мастером по строительству этой церкви был священник отец Василий Александровский, который прослужил в старой и новой церкви до 1915 года.
Население Ильинки медленно, но росло. Если по переписи 1816 года было 295 душ обоего пола, то в 1852 году — 352 человека, а в 1882 году уже было 402 человека и 88 дворов, к этому же периоду происходит выделение десятка дворов в поселение на берегу Луговского озера, то есть возникает новая деревня Луговая. Особенно многочисленное переселение выпало на 1882—1896 гг., а затем вторая волна с 1903 по 1913 г. после столыпинской аграрной реформы. За эти два переселенческих бума в Ильинку и Луговую прибыло 151 хозяйство из центральных и северных губерний России (больше всего из Тамбовской — 57 хозяйств, из Рязанской, Курской, Самарской, Нижегородской, Пензенской, Вологодской, от 15 до 5 хозяйств из каждой).
Погибшие в Великой Отечественной войне увековечены на пьедестале памятника в селе у СДК.
В 1928 году село Ильинское состояло из 293 хозяйств, основное население — русские. Центр Ильинского сельсовета Кипринского района Каменского округа Сибирского края.

## Население
| 1997 | 1998 | 1999 | 2000 | 2001 | 2002 | 2003 |
| ---- | ---- | ---- | ---- | ---- | ---- | ---- |
| 794  | ↗802 | ↗804 | ↘780 | ↗815 | ↘752 | ↗778 |
| 2004 | 2005 | 2006 | 2007 | 2008 | 2009 | 2010 |
| ↘766 | ↗788 | ↗796 | ↘794 | ↘767 | ↗768 | ↘662 |
| 2011 | 2012 | 2013 |      |      |      |      |
| ↘658 | ↗659 | ↘654 |      |      |      |      |

## Инфраструктура
В селе есть сельскохозяйственные переабатывающие предприятия, фермерские хозяйства, торговые и обслуживающие предприятия. Работает ООО «Победа», занимается производством, переработкой и продажей плодоовощной продукции, мясным и молочным животноводством, свекловодством.
Шелаболихинское районное потребительское общество обслуживает жителей села, предоставляя услуги розничной торговли. РайПО также занимается заготовительно-перерабатывающей деятельностью.
В селе есть детский сад «Солнышко», «Ильинская средняя общеобразовательная школа», фельдшерско-акушерский пункт, МКУК «Культурно-досуговый центр».

## Транспорт
Через село проходит региональная автодорога Батурово — Киприно — Юдиха, в 5 км к югу от села проходит автомобильная трасса P380 Барнаул-Камень-на-Оби.

## Достопримечательности, известные люди
В 6 км от села Ильинка расположен ленточный бор Кулундинский. Этот участок бора — Батуровская роща — является памятником природы Алтайского края регионального значения
Село Ильинка входит в туристско-экскурсионный маршрут «Горжусь тобой, родной район».
В с. Ильинка родился советский писатель-фронтовик, поэт, прозаик, педагог Иван Леонтьевич Шумилов.
О селе написана книга Петра Яковлевича Елисеева «Ильинка. Повествование о малой родине».
Окрестности с. Ильинка изображены на полотнах советского художника А. С. Пузырёва.